# Công ty Cổ phần Bóng đá chuyên nghiệp Việt Nam
Công ty Cổ phần Bóng đá chuyên nghiệp Việt Nam (tiếng Anh: Vietnam Professional Football Joint Stock Company - VPF), là một doanh nghiệp chuyên tổ chức, quản lý và điều hành các giải thi đấu bóng đá chuyên nghiệp tại Việt Nam.

## Bối cảnh
Mặc dù Quy chế bóng đá chuyên nghiệp Việt Nam và V-League đã hoạt động được 10 năm, nhưng đối với các câu lạc bộ bóng đá chuyên nghiệp Việt Nam, mô hình tổ chức và cách thức điều hành các giải đấu chuyên nghiệp của Liên đoàn bóng đá Việt Nam (VFF) có nhiều điểm bất hợp lý, dẫn đến quyền lợi không được cân đối giữa những người tổ chức giải và những doanh nghiệp bóng đá chuyên nghiệp.
Quả bom đã bùng nổ tại Hội nghị tổng kết mùa giải 2011 của VFF, khi ông bầu Nguyễn Đức Kiên, dù không được mời tham dự, đã bất ngờ phát biểu những yếu kém trong tổ chức và điều hành của VFF trong các giải đấu chuyên nghiệp và tuyên bố sẽ có 7 đội bóng chuyên nghiệp rút khỏi V-League để hình thành một giải đấu riêng với tên gọi là Super Liga.
Phản ứng trước sự việc này, VFF đã tổ chức Hội nghị Chủ tịch các Câu lạc bộ thay cho Hội nghị bất thường Ban chấp hành VFF do các ông bầu đề xuất nhằm tìm cách cải tổ lại cách thức tổ chức và điều hành bóng đá chuyên nghiệp. Ý đồ của VFF chỉ đơn thuần là tìm trưởng ban điều hành giải mới cho mùa bóng 2012, nhằm xoa dịu những bức xúc của các doanh nghiệp bóng đá. Tuy nhiên, cách làm này không thỏa mãn các ông bầu, vốn không muốn thay thế nửa vời.
Một đề án thành lập công ty cổ phần tổ chức sự kiện bóng đá do bầu Kiên (Chủ tịch Câu lạc bộ bóng đá Hà Nội) soạn thảo, đã được 6 câu lạc bộ khác ủng hộ và đại diện những đội bóng này cùng ký tên vào. Bản đề án này cũng được phân phát cho giới truyền thông, góp phần gây nên áp lực xã hội đối với VFF.
Mặc dù đã viện dẫn nhiều lý do để ngăn trở, tuy nhiên, dưới áp lực của các ông bầu và giới truyền thông, nhất là trước tuyên bố Bộ Văn hóa, Thể thao và Du lịch ủng hộ đề án của các ông bầu, VFF buộc phải nhượng bộ hoàn toàn và được thông qua tại đại hội thường niên của Liên đoàn bóng đá Việt Nam ngày 4 tháng 11 năm 2011.

## Hình thành
Ngày 29 tháng 11 năm 2011, tại trụ sở Liên đoàn bóng đá Việt Nam tại Hà Nội, đại diện VFF cùng 25 câu lạc bộ bóng đá chuyên nghiệp, gồm 14 câu lạc bộ đang thi đấu ở V.League và 10 câu lạc bộ đang thi đấu ở Giải bóng đá hạng nhất quốc gia Việt Nam, đã họp và đi tới thống nhất ký vào các văn bản theo thủ tục luật định để trình lên Sở Kế hoạch - Đầu tư Hà Nội xin cấp phép hoạt động cho VPF. Đây được xem như Đại hội cổ đông thành lập VPF, với vốn điều lệ ban đầu là 30 tỷ đồng, trong đó VFF là cổ đông lớn nhất nắm giữ 35,4% vốn điều lệ; 14 câu lạc bộ tham dự V-League đóng góp 54,6% vốn điều lệ và 10 câu lạc bộ tham dự Giải hạng Nhất quốc gia đóng góp 10% vốn điều lệ.
Ngày 7 tháng 12 năm 2011, Sở Kế hoạch - Đầu tư Hà Nội trao giấy phép hoạt động cho VPF. Ngày 14 tháng 12 năm 2011, Đại hội đồng cổ đông lần thứ nhất của công ty đã bầu ông Võ Quốc Thắng là Chủ tịch Hội đồng quản trị, các ông Lê Hùng Dũng, Nguyễn Đức Kiên và Đoàn Nguyên Đức là Phó Chủ tịch. Hội đồng quản trị công ty đã bổ nhiệm ông Phạm Ngọc Viễn làm Tổng giám đốc, hai Phó Tổng giám đốc là các ông Lưu Quang Lãm và Phạm Phú Hòa. Ông Trần Anh Tú được bầu làm lãnh đạo mới của Công ty cổ phần bóng đá chuyên nghiệp Việt Nam (VPF) tại Đại hội cổ đông nhiệm kỳ 3 (2017-2020) sáng ngày 3/12.

## Cổ đông
Danh sách cổ đông sáng lập của Công ty VPF năm 2016 cụ thể như sau:
1. Liên đoàn bóng đá Việt Nam: 35,4%
2. Công ty Cổ phần thể thao bóng đá Bình Dương: 3,9%
3. Công ty Cổ phần thể thao SHB Đà Nẵng: 3,9%
4. Công ty Cổ phần Thể thao T&T: 3,9%
5. Công ty cổ phần phát triển bóng đá Đồng Tháp: 3,9%
6. Công ty Cổ phần bóng đá Thanh Hóa: 3,9%
7. Công ty Cổ phần thể thao Hải Phòng: 3,9%
8. Công ty Cổ phần thể thao Hoàng Anh Gia Lai: 3,9%
9. Công ty Cổ phần Sông Lam Nghệ An: 3,9%
10. Công ty TNHH MTV bóng đá Quảng Ninh: 3,9%
11. Công ty TNHH Nhà nước MTV Xổ số kiến thiết Cần Thơ: 3,9%
12. Công ty CP Phát triển bóng đá Long An: 3,9%
13. Công ty Cổ phần đầu tư QNK Quảng Nam: 3,9%
14. Công ty Cổ phần bóng đá biển Việt Nam: 3,9%
15. Công ty CP Phát triển Bóng đá Hà Nội: 3,9%
16. Công ty CP bóng đá Hà Nội: 3,9%
17. Công ty CP bóng đá Đồng Nai: 1%
18. Công ty CP bóng đá Tây Ninh: 1%
19. Công ty CP phát triển bóng đá Cà Mau: 1%
20. Số cổ phần được quyền giao bán: 3.

## Cơ cấu tổ chức
- Hội đồng quản trị:
  - Chủ tịch: Trần Anh Tú
  - Phó Chủ tịch thường trực: Nguyễn Quốc Hội
  - Phó Chủ tịch: Nguyễn Minh Ngọc
  - Phó Chủ tịch: Trương Sỹ Bá
  - Thành viên HĐQT: Đinh Thị Thu Trang, Bùi Xuân Hòa, Nguyễn Cao Trí
- Ban Kiểm soát:
  - Trưởng ban: Nguyễn Thanh Hương
  - Thành viên: Bùi Quang Vũ, Cao Đình Tuệ Minh
- Ban Tổng Giám đốc:
  - Tổng Giám đốc: Nguyễn Minh Ngọc
  - Phó Tổng Giám đốc: Hồ Thanh Thanh
- Ban Tổ chức giải:
  - Trưởng ban Tổ chức các Giải Bóng đá chuyên nghiệp: Nguyễn Minh Ngọc

## Chỉ trích

### Cải tổ VPF
Sau khi mùa giải 2021 bị hủy bỏ, một loạt các câu lạc bộ gồm Hoàng Anh Gia Lai, Bình Dương, Hải Phòng, Sông Lam Nghệ An, Nam Định, Quảng Nam đã có yêu cầu cải tổ VPF, trong đó có việc thay đổi lãnh đạo cấp cao vì lãnh đạo hiện tại không đủ năng lực, nhằm tăng cường dân chủ trong quan hệ giữa VPF và các CLB, nhất là liên quan đến bản quyền truyền hình và việc xin ý kiến của CLB trước khi ra quyết định.
Chủ tịch Văn Trần Hoàn (Hải Phòng F.C.) khẳng định:
| “ | CLB Hải Phòng làm bóng đá vì người hâm mộ Hải Phòng, vì mong muốn chung tay phát triển bóng đá Việt Nam. Nhưng có những vấn đề thực sự rất bức xúc với VPF. Do đó, tôi không chào đón quan chức VPF đến sân Lạch Tray trong tương lai... Nếu vì nhiệm vụ phải đến, các ông VPF hãy nên uống “rượu tự trọng” để có đủ dũng khí và lòng can đảm, và nhớ mang tiền để mua vé mà vào sân. Hôm nay, có người nói rằng các CLB chẳng qua chỉ là những con cá trong bể cá mang tên VPF. Tôi xin nói lại thế này, nếu những con cá ấy đã quá to và mạnh mẽ, thì nên nghĩ đến chuyện phá cái bể vô tác dụng ấy đi, để những con cá ấy có thể bơi ra biển cả. | ” |

Chủ tịch Vũ Tiến Thành (Phố Hiến F.C.), sau khi bỏ dở cuộc họp vì bất đồng với ban lãnh đạo VPF về việc mở rộng thành phần của Hội đồng quản trị VPF, đã phát biểu:
| “ | VPF điều hành độc đoán để lợi ích nhóm... ông Trần Anh Tú điều hành đại hội cổ đông như công ty gia đình, không tôn trọng ý kiến các thành viên, luôn có tư duy áp đặt theo kiểu ra quyền cho các cổ đông. | ” |